# Familienunternehmen
Der Begriff Familienunternehmen ist nicht einheitlich definiert. Zumeist werden darunter Unternehmen verstanden, deren Eigentümerstrukturen einen Mindestanteil von miteinander verwandten und verschwägerten Personen aufweisen.

## Definition und Hintergründe
Das Institut für Mittelstandsforschung Bonn (IfM) klassifiziert alle Unternehmen als Familienunternehmen, bei denen
- bis zu zwei natürliche Personen oder ihre Familienangehörigen mindestens 50 % der Anteile eines Unternehmens halten und
- diese natürlichen Personen der Geschäftsführung angehören.

Bei börsennotierten Unternehmen verwendet die Literatur vielfach andere Schwellen, etwa 25 % der Anteile des Unternehmens.
Obwohl die Unternehmensgröße bei der Definition nicht beachtet wird, gibt es Unterschiede: Neben großen, einflussreichen Unternehmen gibt es die kleinen und mittleren Unternehmen (KMU). Ein Familienunternehmen gilt als groß, wenn es mehr als 500 Beschäftigte hat oder mehr als 50 Millionen Euro Umsatz macht. Das Kriterium Einheit von Eigentum und Leitung ist immer vorhanden.
Das IfM Bonn schätzt, dass es 2022 rund 3,2 Millionen Familienunternehmen in Deutschland gab. Dies entspricht rund 90 % aller Unternehmen in Deutschland. 591.000 oder 18 % dieser Familienunternehmen sind frauengeführt. Familienunternehmen erwirtschaften in Deutschland rund 37 % aller Umsätze und beschäftigen rund 56 % aller sozialversicherungspflichtigen Mitarbeiterinnen und Mitarbeiter.
Der Einfluss kapitalbesitzender Familien auf Unternehmen kann auf verschiedenen Wegen ausgeübt werden: Dazu gehören beispielsweise Stimmrechte, Positionen im Aufsichtsrat, Positionen im Management, aber auch eine besondere Unternehmenskultur. Insbesondere bei großen, börsennotierten Unternehmen ist es häufig so, dass die Familie nicht mehr im Management des Unternehmens präsent ist. Durch Firmenanteile und Positionen im Aufsichtsrat können die Familien jedoch weiterhin einen großen Einfluss auf das Unternehmen ausüben (vgl. hierzu beispielsweise den Einfluss der Familie Quandt/Klatten auf BMW). Großzahlige wissenschaftliche Studien zu börsennotierten Familienunternehmen, vor allem im US-Kontext, nehmen häufig an, dass „eine Familie“ mind. 5 % der Unternehmensanteile besitzen muss, um als Familienunternehmen klassifiziert zu werden. Europäische Studien arbeiten häufig mit abweichenden Definitionen, die 20 % bzw. 25 % Eigentumsanteil durch die Familie voraussetzen. Diese Definitionen schließen oft sogenannte „Gründer-geführte Unternehmen“ mit ein.
„Familienunternehmer“ organisieren ihre Vermögen oft durch Family Offices und Private-Equity-Gesellschaften.

## Geschichte
Das älteste Familienunternehmen der Welt und zugleich das älteste Unternehmen überhaupt war bis zu seiner Liquidation 2006 der japanische Tempelbauer Kongō Gumi, gegründet 578. Abgelöst wurde es von dem ebenfalls japanischen Gasthaus (Ryokan) Hōshi, gegründet 718. An dritter Stelle folgt das etwa 800 Jahre alte französische Weingut Château de Goulaine. In Deutschland zählt der seit um 910 (erste urkundliche Erwähnung 950) in Besitz der Familie Poßberg befindliche landwirtschaftliche Betrieb in Ratingen (Kreis Mettmann) zu den ältesten Familienbetrieben. Des Weiteren betreibt die Familie Kneidl mindestens seit dem 12. Jahrhundert am Kochelsee Fischerei, deren nicht urkundlich belegte Aktivität ist jedoch vermutlich über 300 Jahre älter. Die Thurn und Taxis betrieben knapp 600 Jahre lang das europäische Postwesen. Von den noch wirtschaftsaktiven, des verarbeitenden Gewerbes angehörenden Familienunternehmen Deutschlands, die sich seit ihrer Gründung ununterbrochen in Besitz einer Familie befinden, ist nach aktuellem Wissensstand das älteste die 1502 gegründete Verzinkerei The Coatinc Company in Siegen. Traditionsreiche Familienunternehmen sind in der Association les Hénokiens zusammengeschlossen.

## Situation nach Land

### Deutschland
Deutsche Familienunternehmen genießen einen zwiespältigen Ruf: Sie gelten teils als wenig entwicklungsfähig – viele Hidden Champions sind jedoch ein wichtiger Erfolgsfaktor der deutschen Wirtschaft.
Laut einer Studie der Stiftung Familienunternehmen hatten im Jahr 2023 erst 66 Prozent der deutschen Familienunternehmen das im Bundes-Klimaschutzgesetz verankerte Ziel der Netto-Treibhausgasneutralität bis 2045 „auf der Agenda“. Nur 18 Prozent der Familienunternehmen hatten wissenschaftlich fundierte Klimaziele definiert. Einzelne Familienunternehmen wie der Produzent von Outdoor-Bekleidung Vaude gelten als Vorreiter im Bereich der ökologischen Nachhaltigkeit.
Entgegen der weit verbreiteten Ansicht stellen Familienunternehmen ein bedeutendes Phänomen an deutschen Aktienmärkten dar. Bei der Hälfte aller börsennotierten Unternehmen, die im CDAX gelistet sind – ausgenommen Finanztitel, handelt es sich eigentlich um Familienunternehmen. Der DAXplus Family 30 Index bildet die Entwicklung von börsennotierten Familienunternehmen ab, bei denen die Gründerfamilie mindestens einen 25-prozentigen Stimmrechtsanteil besitzt oder in Vorstand oder Aufsichtsrat sitzt und einen Stimmrechtsanteil von mindestens 5 % hält. Er umfasst deutsche und internationale Unternehmen aus dem Prime Standard der Frankfurter Wertpapierbörse.
Der Internationale Währungsfonds veröffentlichte 2019 einen Bericht, aus dem hervorging, dass vor allem die Vermögensungleichheit in Deutschland ausgeprägter als in anderen Ländern sei. Die Profitabilität sei aufgrund lange nicht steigender und niedriger Lohnkosten gestiegen. Unternehmerfamilien hätten so Vermögen anhäufen können. Dies sei darauf zurückzuführen, dass private und börsennotierte Unternehmen in Deutschland stärker in den Händen von „Industriellen-Dynastien“ und institutionellen Investoren lägen als im Rest der Welt. In Deutschland gäbe es eine hohe Sparquote des reichsten Prozents der Bevölkerung. Der Währungsfonds schlug eine bessere Wagniskapitalförderung für Start-ups vor, damit Börsengänge einfacher und für die Unternehmen billiger würden. Gäbe es mehr Aktienunternehmen, könnten sich auch mehr Menschen an Unternehmen beteiligen. Der Währungsfonds plädierte außerdem für höhere Steuern auf Vermögen und eine Reform der Erbschaft- und Schenkungsteuer. So würden Vermögen nicht nur bei wenigen Familien konzentriert.
Problematisch bei familiengeführten Unternehmen in Deutschland ist oft die Nachfolgeregelung der Geschäftsführung. Nach Schätzungen des IfM Bonn stehen bis 2026 jährlich rund 38.000 Übergaben an. Familieninterne Streitigkeiten können sich negativ auf die Geschäftsführung auswirken, insbesondere wenn in späterer Generation der Grad der Verwandtschaft breiter wird und dadurch die strategische Einheitlichkeit verloren geht. Da für viele Familienunternehmen die öffentliche Bekanntgabe von Finanzkennzahlen und Unternehmensentwicklungen nicht gesetzlich gefordert wird, erschwert die dadurch entstehende Intransparenz möglichen Kapitalgebern eine detaillierte (Risiko-)Bewertung des Unternehmens. Problematisch ist zudem, wenn Schlüsselpositionen in Familienunternehmen nicht an den besten Kandidaten (bzw. die beste Kandidatin) vergeben werden, sondern an ein Familienmitglied, das nur auf Grund der Verwandtschaft für diesen Posten ausgewählt wurde. Solche Stellenbesetzungen können sich langfristig negativ auf den Unternehmenserfolg auswirken.
Als Alternative zu klassischen Familienunternehmen wird in Deutschland eine neue Rechtsform „Gesellschaft mit gebundenem Vermögen“, auch bekannt als Verantwortungseigentum, diskutiert. Ziel ist, dass Unternehmen vorrangig der Verwirklichung des Unternehmenszwecks und nicht dem Gewinnstreben der Anteilseigner dienen sollen. Mit der neuen Rechtsform soll das Familienverständnis auch bei der Nachfolge erweitert werden. Insbesondere bei Neugründungen und auch im etablierten Mittelstand hat eine Gemeinwohlorientierung in der Unternehmenslandschaft eine wachsende Bedeutung. Grund hierfür ist ein zunehmendes gesellschaftliches Bewusstsein für den Umweltschutz und soziale Belange.
Neben den großen Wirtschaftsverbänden reklamieren die Lobbyorganisationen Die Familienunternehmer und die Stiftung Familienunternehmen die politische Interessen von Familienunternehmen zu vertreten. Kritiker werfen dem Verband Die Familienunternehmer vor, Neuerungen, die viele als ökologischen oder sozialen Fortschritt empfinden, blockieren zu wollen und „alt-marktliberaler Glaubenssätze“ zu vertreten. Der Journalist Wolfgang Münchau schrieb in einem Artikel, dass es in Deutschland Oligarchen gebe, man würde diese in Deutschland nur anders nennen, nämlich Familienunternehmen.
Das Netzwerk Steuergerechtigkeit, die Organisationen Bürgerbewegung Finanzwende und taxmenow – Initiative für Steuergerechtigkeit e. V. vertritt die Meinung, dass sich in Deutschland die „Steuerpolitik immer an den Interessen der Besserverdienenden“ ausrichten würde und die Stiftung Familienunternehmen und Die Familienunternehmer zentrale Akteure bei „eine[r] der härtesten Lobbyschlachten der Republik“ zugunsten der Superreichen in Deutschland seien. Neben den Privilegien bei der Erbschaftssteuer thematisierte das Bündnis u. a. auch die Steuerfreiheit der „substanzlosen Holdings von vermögenden Familien“, die Forderung nach einer Finanztransaktionssteuer, ein Gesetz aus dem Jahr 1935, wonach Mieteinnahmen von der Gewerbesteuer befreit seien und die Möglichkeit Vermögender Steueroasen zu nutzen. Insbesondere eine Erbschaftssteuer hätte „noch kein Familienunternehmen gekillt“.
Mit Familienunternehmen beschäftigen sich unter anderem das IFF Institut für Familienunternehmen mit Sitz in Stuttgart, das „Institut für Familienunternehmen“  an der WHU Otto Beisheim School of Management in Vallendar, das „Wittener Institut für Familienunternehmen“ an der Universität Witten/Herdecke, das Institut für Mittelstandsforschung Bonn (IfM), das Hamburger Institut für Familienunternehmen sowie das Friedrichshafener Institut für Familienunternehmen.
Verwandte Themen
- Liste der größten Familienunternehmen in Deutschland
- Die Liste der 500 reichsten Deutschen enthält zu einem großen Teil Familienunternehmer.

### Österreich
Etwa 80 % aller Unternehmen in Österreich (= 240.000) waren 2008 in Familienbesitz. Österreich liegt damit 10 Prozentpunkte über dem EU-Durchschnitt. Familienunternehmen beschäftigen hier mehr als 70 % aller Arbeitnehmer und können somit als das Rückgrat der österreichischen Wirtschaft bezeichnet werden. Der größte Teil von ihnen wird bereits in zweiter Generation geführt. In den letzten Jahren verstärkt sich der Trend zur Umwandlung in Kapitalgesellschaften. Im Zeitraum 2006 bis 2012 sind über 44 % der befragten Unternehmen von Übergabe- oder Nachfolge-Fragen betroffen.

### Schweiz
In der Schweiz sind 88 % aller Unternehmen Familienunternehmen, wobei ein Großteil wiederum Klein- und Mittelunternehmen sind. An der Schweizer Börse sind 30 % der Unternehmen familiendominiert. Das „Familienphänomen“ an der Börse geht auf die sogenannten „vinkulierten Namenaktien“ zurück. Weil bei diesen Aktien mit einer Aktie relativ mehr Stimmrechtsanteile verbunden sind als mit normalen Aktien, ist der Familieneinfluss trotz geringerer Kapitalanteile sichergestellt.
Die größten nicht börsennotierten Familienunternehmen waren 2008 die DKSH-Gruppe, Tetra Pak (Suisse) SA und die Hilti-Gruppe.
Ein zentrales Thema der Familienunternehmen ist die Unternehmensnachfolge. Man kann davon ausgehen, dass jeweils innerhalb von 5 Jahren 18,5 % aller Unternehmen vor dieser Aufgabe stehen.
Im Bereich der Wissenschaft beschäftigt sich das Center for Family Business der Universität St. Gallen mit (nationalen und internationalen) Familienunternehmen.

### Europa
Eine Studie im Auftrag der Europäischen Kommission hat sich umfassend mit der Definition von Familienunternehmen und deren volkswirtschaftlicher Bedeutung im europäischen Kontext auseinandergesetzt. Von der Studie erfasst sind alle Mitgliedsländer der Europäischen Union, die Länder des Europäischen Wirtschaftsraums (EWR) und die (damaligen) Beitrittskandidaten zur Europäischen Union (Türkei, Kroatien, Mazedonien). Im Durchschnitt aller betrachteten Länder zählen rund 70 % bis 80 % aller Unternehmen zu den Familienunternehmen. Ihr Anteil an der Gesamtbeschäftigung beträgt 40 % bis 50 %.

### USA
Im Jahr 2003 waren 89 % aller Unternehmen in den USA Familienunternehmen. Sie erwirtschafteten etwa 59 % des Bruttoinlandprodukts. In Familienunternehmen arbeiteten etwa 58 % aller Beschäftigten.